# Famine Early Warning Systems Network
A Famine Early Warning Systems Network (FEWS NET) ou Rede dos Sistemas de Aviso Prévio contra a Fome é uma organização que trabalha na previsão e resposta a fome e outras formas de insegurança alimentar na África sub-saariana. Fundada pela USAID, a Agencia de Desenvolvimento internacional dos Estados Unidos, em 1986, ela analisa dados como níveis agro-pecuários, precipitação e falha nas colheitas para prever quando e onde ira ocorrer insegurança alimentar, e envia um alerta para a crise prevista.

## História e trabalho
Na fome de 1984 - 1985 na Etiópia onde mais de um milhão de pessoas morreram foi repercutiu por todo o globo. Em resposta, os Estados Unidos criaram o FEWS (Famine Early Warning System) para antecipar possíveis fomes em massa e aconselhar como a fome pode ser prevenida e seus efeitos mitigados. No começo de Julho de 2000, o nome foi alterado para Famine Early Warning System Network (FEWS NET). O nome foi alterado devido ao novo objetivo de criar e reforçar os sistemas locais de alerta a fome e sistemas de planejamento de respostas africanos em que os EUA poderiam trabalhar.
A FEWS NET desenvolve suas previsões combinando a analise de chuvas por satélite em áreas de plantio e analise de chuvas de estações de monitoramento em terra. As fotos de satélite são executadas em parceria com a National Oceanic and Atmospheric Administration e a United States Geological Survey, e permite um monitoramento geral de regiões onde é difícil executar observações em solo. A FEWS NET categoriza a severidade da insegurança alimentar em niveis de acordo com escalar comumente utilizadas. Apesar de criada para monitorar um pouco menos que vinte países sub-saarianos, ela também faz o monitoramento de outras regiões e países, como a América Central, Mar caribenho e Afeganistão. Por razões politicas, o sistema centro americano é chamado esoamerican Food Security Early Warning System ou MFEWS.